# Typhonia recondita
Typhonia recondita is een vlinder uit de familie zakjesdragers (Psychidae). De wetenschappelijke naam van deze soort is voor het eerst geldig gepubliceerd in 1916 door Durrant.